# Laufenwehr
Laufenwehr ist ein Weiler der Ortsgemeinde Bollendorf im Eifelkreis Bitburg-Prüm in Rheinland-Pfalz.

## Geographische Lage
Laufenwehr liegt rund 3 km südöstlich des Hauptortes Bollendorf in einem schmalen Tal unmittelbar an der Grenze zu Luxemburg. Der Weiler ist ausschließlich von bewaldeten Hängen umgeben. Direkt westlich des Weilers fließt die Sauer, welche die Staatsgrenze bildet. Auf luxemburgischer Seite befindet sich unmittelbar ein Teil der Siedlung Bollendorf Pont.

## Geschichte
Zur genauen Entstehungsgeschichte des Weilers liegen keine Angaben vor. Ähnlich wie bei Weilerbach ist jedoch auch hier von einer frühen Besiedelung aufgrund der strategisch günstigen Lage an der Sauer auszugehen.
Bestätigt ist die wichtige Rolle der Sauer durch den Fischfang, der in Laufenwehr betrieben wurde. Hierzu errichtete man ein Wehr zwischen Bollendorf und Weilerbach. Betrieben wurde es durch ein Benediktinerkloster in Echternach.

## Kultur und Sehenswürdigkeiten

### Kulturdenkmäler

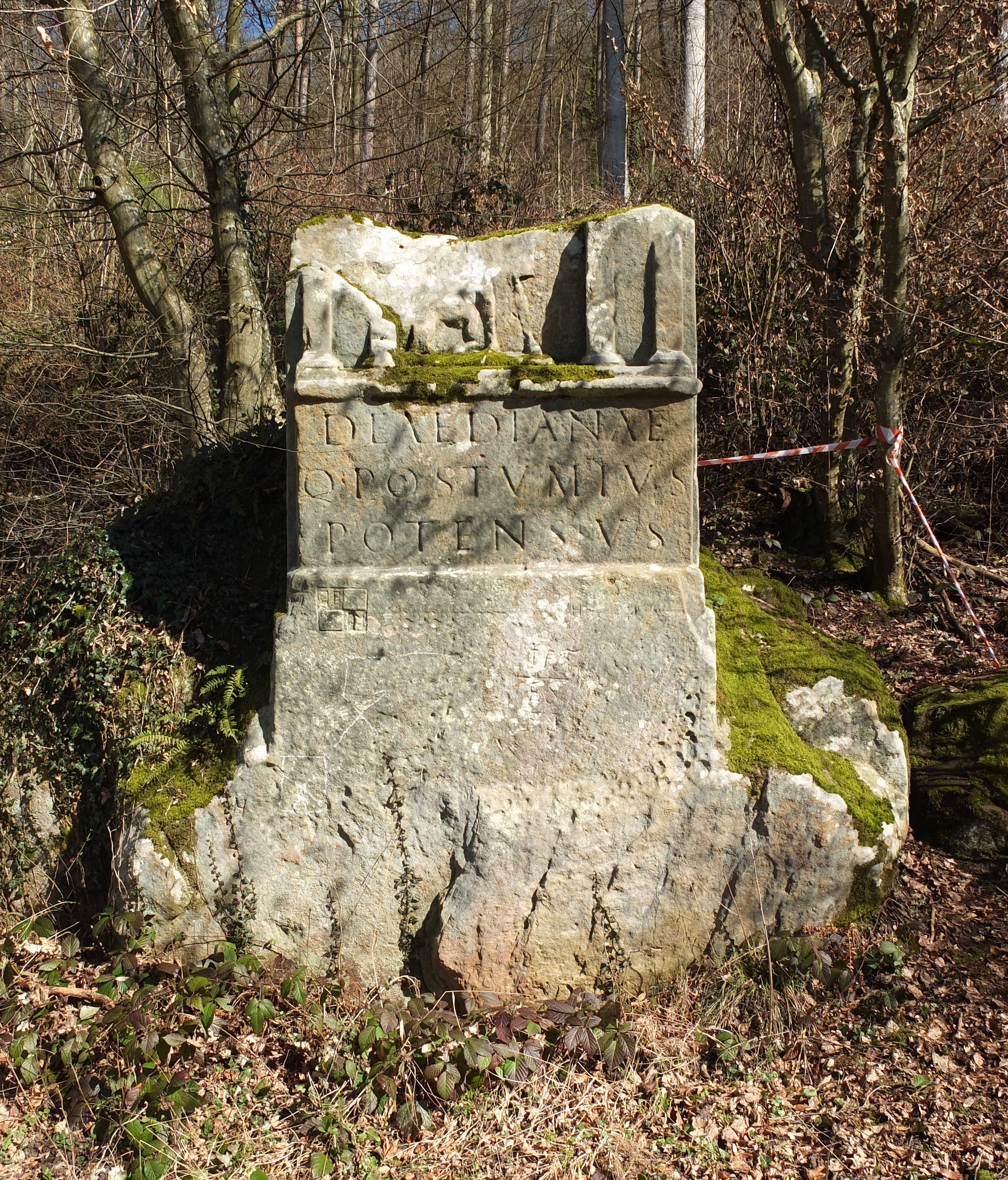
Diana-Denkmal

Am östlichen Waldrand von Laufenwehr befindet sich das Diana-Denkmal. Es handelt sich um einen Sockel mit Unterteil eines römischen Reliefs aus dem 2. Jahrhundert.
Weiter nördlich im Wald befindet sich ein Opferaltar. Hierbei handelt es sich um einen tischförmigen Stein mit einer Mulde und einer Abflussrinne.
Schließlich kann man ebenfalls nördlich von Laufenwehr die Reste einer Niederburg besichtigen. Erhalten ist ein vermutlich frühmittelalterlicher Befestigungswall.
Siehe auch: Liste der Kulturdenkmäler in Bollendorf

### Naherholung
Durch Laufenwehr verläuft eine gleichnamige Wanderroute. Es handelt sich um einen knapp 10 km langen Rundwanderweg von Laufenwehr nach Bollendorf und durch den Forst wieder zurück. Highlights am Weg sind mehrere Felsformationen und Schluchten sowie einige Kulturdenkmäler.
Neben diesem Wanderweg gibt es aufgrund der Vielzahl von Kulturgütern rund um Bollendorf einige weitere Routen, die ebenfalls durch den Weiler verlaufen.

## Wirtschaft und Infrastruktur

### Unternehmen
In Laufenwehr werden ein Restaurant sowie mehrere Ferienunterkünfte betrieben.

### Verkehr
Es existiert eine regelmäßige Busverbindung.
Laufenwehr ist durch die Landesstraße 1 von Echternacherbrück in Richtung Bollendorf erschlossen.